# Holascus undulatus
Holascus undulatus är en svampdjursart som beskrevs av Schulze 1899. Holascus undulatus ingår i släktet Holascus och familjen Euplectellidae. Inga underarter finns listade i Catalogue of Life.